# Миодраг Велојић
Миодраг Велојић (Зајечар, 6. фебруар 1963) је планинар, публициста и доктор географских наука пореклом из Књажевца.
Велојић се за све време свога рада бавио многим областима рада, планинарством, фотографијом и публицистиком, али су његова ужа интересовања изражена у проучавању географског и демографског положаја у источној Србији, са посебним обимним истраживањем подручја општине Књажевац, посебно краја Буџак. Својом монографијом о Репушници, родном селу свога оца, као и читавог тог подручја, дао је значајни допринос обогаћивању географије као науке. 

## Биографија
Рођен је у Зајечару 6. фебруарa 1963. године од оца Мирољуба, земљорадника, пореклом из Репушнице, и мајке Мирке, пореклом из Мирановца код Беле Паланке. Завршио је основну школу у Зајечару. Након основне школе уписао је средњу економску школу, коју је завршио 1982. године у Зајечару. Није одмах наставио студије већ се читаву деценију бавио планинарством, фотографијом и публицистиком. 
Као ученик другог разреда економске школе, 1979. године, постао је члан Омладинског смучарског друштва Драган Радосављевић у Зајечару, где је касније био члан управног одбора и секретар.Од тада је учествовао у свим акцијама похода планинама и обилазака планина и пећинама широм Србије и Југославије. Кроз семинаре и друге облике припрема потпуно је овладао начином планинарења, био је иницијатор и организатор многих похода и обилазака планина. 
Фотографијом се бави од основне школе, када је постао је члан фото-клуба у Зајечару. Од самог почетка бављења планинарством и фотографијом је показао интерсовање за публицистику, почевши од чланака у локалним листовима до књига и монографија.
Упоредо са научним радом, снимао је документарне филмове о планини Ртањ, селима Репушница и Габровница подручју Калне и о одумирању села испод Старе планине под називом Залазак сунца по Заглавку. Године 1996. објављује прве две књиге: Леденица под Тупижницом и Самоникло јестиво биље Тимочке Крајине, након чега објављује још књига и записа о руралним срединама општине Књажевац и самом Књажевцу. Године 2005. почиње да ради у Историјски архив у Неготину као вршилац дужности директора, до 2008. године, након чега живи и ради у Зајечару.
Осим својих ангажовања у скијашкој и фотографској заједници Тимочког краја, био је председник Удружења географа у Зајечарском округу, секретар Општинске конференције Савеза социјалистичке омладине у Зајечару и стручни сарадник.

## Научни рад
У свом научном раду, Велојић се бави туристичким потенцијалима родног краја. Године 1997. је завршио основне студије на Географском факултету у Београду, са дипломским радом Туризам на Грлишком језеру. Године 2005. је завршио специјалистичке студије на истом факултету, са тезом Етнодемографске карактеристике планине Тупижнице. Године 2008, на Одсеку за географију, туризам и хотелијерство Природно-математичког факултета у Новом Саду, одбранио је магистарску дисертацију на тему Етно-демографске карактеристике Заглавка у функцији туризма.. На истом факултету је 2011. године стекао и звање доктора географских наука, са темом  Етнодемографске карактеристике Старе планине у функцији туризма. 
Велојић је, у периоду од 1979. до 2010. године објавио 264 рада, монографија и других публикација.

## Признања
Велојић је 1980. године добио спомен диплому Омладинског планинарског скијашког друштва Драган Радосављевић у Зајечару. Још као ученик средње школе, 1981. године, добитник је бронзане значке Планинарског савеза Србије на слету планинара Србије на Ртњу. Године 2005. добитник је златне плакете Омладинског планинарског друштва на прослави 50 година постојања. Године 2004. добио је захвалницу фондације Свети Сава, године 2005. признање Тимоково перо, године 2006. захвалницу Народног музеја у Зајечару  и 2008. године захвалницу Скупштине географа.